# Utetheisa pallida
Utetheisa pallida là một loài bướm đêm thuộc phân họ Arctiinae, họ Erebidae.